# Video Disk Control Protocol
Video Disk Control Protocol (VDCP) ist ein Kommunikationsprotokoll, das hauptsächlich verwendet wird, um Videoserver im Bereich der Fernsehtechnik zu steuern. VDCP wurde ursprünglich von der Firma Louth-Automation entwickelt und wird allgemein auch Louth-Protokoll genannt.
Es wurde in Auftrag gegeben von Hewlett-Packard und Grass-Valley, die beide erste Modelle ihrer Videoserver für den Einsatz in der Fernsehtechnik auf den Markt bringen wollten. 
Als Basis benutzten Kenneth Louth und Stan Becker die Sony-Protokolle für deren LMS (Library Management System) und Videorecorder (VTR). Dabei verfährt VDCP nach dem Master-Slave-Prinzip, in dem die steuernde Einheit (Master), wie zum Beispiel ein Sendeautomationssystem, die Kommunikation bestimmt und die zu steuernde Einheit (Slave), in diesem Falle der Videoserver, die Befehle ausführt und darüber Rückmeldung gibt. 
VDCP ist ein serielles, bidirektionales Kommunikationsprotokoll, das auf RS-422 basiert. Es wird vom Sony-9-Pin-Protokoll, einem industriekompatiblen Protokoll zur Steuerung von professionellen VTRs, abgeleitet.
Ein nachfolgendes Protokoll mit dem Namen NDCP, das auf TCP/IP basiert, wurde von der Firma Harris-Corporation, die im Jahre 2000 Louth-Automation aufkaufte, entwickelt. Es ist aber bis heute nicht im Einsatz, so dass VDCP nach wie vor als Standard betrachtet werden kann.